# Riverhead (Nueva York)
Para el lugar designado por el censo con el mismo nombre, véase; Riverhead.
Riverhead es un pueblo ubicado en el condado de Suffolk en el estado estadounidense de Nueva York. En el año 2000 tenía una población de 27,680 habitantes y una densidad poblacional de 158.6 personas por km².

## Geografía
Según la Oficina del Censo, la ciudad tiene un área total de 521,3 km² (201,3 mi²), de la cual 174,5 km² (67,4 mi²) es tierra y 346,8 km² (133,9 mi²) (66.52%) es agua.

## Demografía
Según la Oficina del Censo en 2000 los ingresos medios por hogar en la localidad eran de $52,195, y los ingresos medios por familia eran $60,939. Los hombres tenían unos ingresos medios de $40,855 frente a los $32,288 para las mujeres. La renta per cápita para la localidad era de $24,647. Alrededor del 17.9% de la población estaban por debajo del umbral de pobreza.